# Friedrich Lütge
Friedrich Lütge (* 21. Oktober 1901 in Wernigerode; † 25. August 1968 in München) war ein deutscher Ökonom sowie Sozial- und Wirtschaftshistoriker, der von 1940 bis 1947 an der Handelshochschule und der Universität in Leipzig, von 1947 bis zu seinem Tod an der Ludwig-Maximilians-Universität München lehrte.
Lütge übte durch seine Forschungen großen Einfluss auf die Wirtschaftsgeschichte der deutschen Nachkriegszeit aus und prägte mit Wilhelm Abel und Günther Franz besonders die bundesdeutsche Agrargeschichtsforschung der Jahre 1949 bis etwa 1970 entscheidend. Er war maßgeblich dafür verantwortlich, dass das Fach Sozial- und Wirtschaftsgeschichte als eine Alternative zum Konzept des Historischen Materialismus an den Universitäten des Landes etabliert wurde. Entsprechend setzte er sich auch bei seinen Tätigkeiten als Wirtschaftswissenschaftler dafür ein, dass dieses Fach nicht ausschließlich vom theoretisch-mathematischen Standpunkt aus betrieben wird, sondern empirische und historische Überlegungen miteinbezogen werden.

## Leben und Wirken

### Jugend und wissenschaftliche Ausbildung
Friedrich Lütge wurde 1901 im Harz geboren und hatte einen jüngeren Zwillingsbruder sowie zwei weitere jüngere Geschwister. Sein Vater war Handelsmarinekapitän und Anfang des 20. Jahrhunderts in der deutschen Kolonie Kamerun tätig. Er starb bereits 1905. Der Sohn Friedrich litt schon früh an einer Wirbelsäulenerkrankung, die ihn in seiner Kindheit drei Jahre lang bettlägerig machte. Noch während seiner Schulzeit wurde Lütge am 23. September 1918 beim Infanterieregiment Nr. 26 als Fahnenjunker übernommen. Im Krieg wurde er jedoch nicht mehr eingesetzt. Im Februar 1919 wurde er dann in das in Berlin aufgestellte Freikorps v. Oven aufgenommen, das an der Niederschlagung des Spartakusaufstandes beteiligt war. Er machte 1921 das Abitur.
Ab dem Sommersemester 1921 studierte Lütge Volkswirtschaft und Geschichte zunächst an der Universität Freiburg im Breisgau, dann für ein Semester an der Philipps-Universität Marburg und schließlich an der Universität Jena; parallel zur akademischen Ausbildung musste er als Werkstudent für seinen Lebensunterhalt und den seiner Mutter sorgen. Vom 15. Oktober bis 16. November 1923 gehörte er der Schwarzen Reichswehr an. In Freiburg gehörten zu seinen Lehrern Karl Diehl und Georg von Below, in Marburg prägten ihn Albert Brackmann und Wilhelm Busch; in Jena schließlich weckte Franz Gutmann sein Interesse für die Geschichte der Agrarverfassung. Im Jahre 1924 wurde er bei Gutmann mit der Dissertation über Die Bauernbefreiung in der Grafschaft Wernigerode zum Dr. rer. pol. promoviert. Am 1. Dezember 1928 erwarb er bei Georg Menz mit der Arbeit Geschichte des Jenaer Buchhandels einschliesslich der Buchdruckereien einen zweiten Doktortitel (Dr. phil.). Noch während seines zweiten Doktoratsstudiums war er ab 1926 zunächst als Privatassistent bei Ludwig Elster tätig, wo er an der 4. Auflage des Handwörterbuchs der Staatswissenschaften, der 4. Auflage des Wörterbuchs der Volkswirtschaftslehre und den Jahrbüchern für Nationalökonomie und Statistik arbeitete. Daneben verfasste er die Festschrift zum fünfzigjährigen Jubiläum des Gustav Fischer Verlages in Jena, eine Arbeit, die auch seine geschichtswissenschaftliche Promotion beeinflusste. 1929 erhielt er eine feste Stelle als Lektor und wissenschaftlicher Mitarbeiter im Gustav Fischer Verlag, wo er die Herausgabe einiger volkswirtschaftlicher und wirtschaftsgeschichtlicher Werke betreute. Im gleichen Jahr heiratete er Eva Buchfink, eine Tochter des Generals Ernst Buchfinck. Aus der Ehe gingen ein Sohn und zwei Töchter hervor.

### Tätigkeit in Jena
Auch nach der zweiten Promotion setzte Lütge parallel zu seiner Tätigkeit als Lektor die wissenschaftlichen Untersuchungen fort und publizierte diverse Aufsätze zu Themen der Sozialpolitik und Agrargeschichte. In einer 1934 veröffentlichten bedeutenden Studie wies er nach, dass im Mitteldeutschland der Frühen Neuzeit eine eigene Form der Grundherrschaft existierte, die im Gegensatz zu den nord- und süddeutschen Formen keinen Frondienst, sondern nur Abgaben von den Landbewohnern forderte. 1937 erweiterte er diese Forschungen auf das Mittelalter und legte in seiner zweiten Studie zur mitteldeutschen Landwirtschaft den Fokus besonders auf die Zeit der karolingischen Dynastie. Bereits deutlich früher als bisher geglaubt, so stellte er fest, differenzierte sich die deutsche Grundherrschaft in regionale Varianten aus. Im gleichen Jahr gab er die Geschichte der deutschen Landwirtschaft des Mittelalters in ihren Grundzügen seines akademischen Lehrers Georg von Below nach dessen Tode heraus.
Lütge wurde vor 1933 Mitglied der DNVP. Er hatte eine enge Bindung an die NS-kritische Bekennende Kirche. Seine zahlreichen Mitgliedschaften in Wehrverbänden wie dem Stahlhelm verschafften ihm gegenüber dem NS-Regime eine gewisse Unabhängigkeit. Nach eigener Schilderung reagierte er durch die zwangsweise Überführung des Stahlhelms in die Sturmabteilung mit seinem Austritt. So wurde er nie Mitglied der NSDAP. Mitgliedschaften bestanden allerdings seit 1934 bei der Nationalsozialistischen Volkswohlfahrt, seit 1937 beim NS-Dozentenbund und seit 1944 beim NS-Altherrenbund.
Im Januar 1936 konnte sich Lütge aufgrund seiner bisherigen wissenschaftlichen Leistungen an der Universität Jena in den Fächern Volkswirtschaftslehre und Wirtschaftsgeschichte habilitieren, ohne dafür eine Habilitationsschrift anfertigen zu müssen. Die Fakultät sah in diesem Fall die beiden Dissertationen als ausreichend an. Aufgrund von Differenzen mit den nationalsozialistischen Machthabern verzögerte sich die Erteilung der venia legendi bis ins folgende Jahr, möglicherweise war sie erst dem persönlichen Einsatz des Freundes Jens Jessen zu verdanken. Ab 1937 wirkte er als Privatdozent für Volkswirtschaftslehre und Wirtschaftsgeschichte an der Rechts- und Wirtschaftswissenschaftlichen Fakultät der Universität Jena.

### Professur in Leipzig (1940–1947)
Lütge erhielt 1940 eine planmäßige außerordentliche Professur für Volkswirtschaftslehre mit den Schwerpunkten Wohnungs- und Siedlungswirtschaft an der Handelshochschule in Leipzig, wo gerade ein Institut für diese Fachbereiche gegründet worden war. Bereits länger hatte er sich wissenschaftlich mit der Wohnungswirtschaft auseinandergesetzt; vor allem die Preisbildung auf dem Wohnungsmarkt und die Wohnungsstatistik gehörten zu seinen Spezialgebieten. Noch 1940, im Jahr seiner Berufung nach Leipzig, veröffentlichte er eine Einführung in die Wohnungswirtschaft, die 1949 eine Neuauflage erfuhr. Es ist die erste umfassende Monographie über dieses Thema. Von August 1941 bis Mai 1943 wurde zur Wehrmacht eingezogen. Nachdem er wegen einer Entzündung des Rückenmarks dienstunfähig geworden war, kehrte Lütge nach Leipzig zurück, wo er seine Tätigkeit fortsetzte und seine Stelle 1943 in eine ordentliche Professur umgewandelt wurde.
Nach Ende des Zweiten Weltkrieges amtierte er im Auftrag der amerikanischen und später der sowjetischen Besatzungsmacht als Rektor der Hochschule und erhielt zusätzliche Befugnisse aus den Bereichen eines Kurators und eines Kultusministers. Als die Institution 1946 als Wirtschafts- und Sozialwissenschaftliche Fakultät in die Universität Leipzig eingegliedert wurde, amtierte er als deren Dekan. Sein Lehrstuhl wurde im Rahmen der Auflösung der Handelshochschule in eine Professur für Wirtschaftswissenschaften umgewandelt. Einen Ruf an die Universität Jena lehnte er ab.
Lütge stand dem Kommunismus kritisch gegenüber und bezeichnete die KPD und die NSDAP 1945 als „feindliche Brüder des gleichen Stammes“. Daher versuchte er, die staatlich verordnete gezielte Berufung linientreuer Marxisten auf die Professuren seiner Fakultät so weit wie möglich zu verhindern. Entsprechend wurde ihm vorgeworfen, er versuche die Entnazifizierung zu hintertreiben und Nationalsozialisten zu decken. Die Universität benannte ihn als ihren Kandidaten für das Amt des Dekans der geplanten Gesellschaftswissenschaftlichen Fakultät, die Deutsche Zentralverwaltung für Volksbildung lehnte ihn aber wegen seiner politischen Einstellung ab. Bevor sich die Lage für ihn weiter verschärfen konnte, nahm Lütge im September 1946 einen Ruf an die Ludwig-Maximilians-Universität München an und siedelte nach Westdeutschland über.

### Professur in München (1947–1968)
Ab 1947 bekleidete Friedrich Lütge in München den Lehrstuhl für Volkswirtschaftslehre. Nachdem sein Kollege Hans Proesler, Professor für Wirtschaftsgeschichte, die Hochschule im Folgejahr verließ, wurde dieses Fachgebiet in den Zuständigkeitsbereich Lütges aufgenommen und er übernahm zusätzlich zur Leitung des Volkswirtschaftlichen Instituts auch die des Instituts für Wirtschaftsgeschichte. In der Sowjetischen Besatzungszone und später in der DDR wurde seine Schrift Kriegsprobleme der Wohnungswirtschaft (Fischer, Jena 1940) auf die Liste der auszusondernden Literatur gesetzt. Lütge trat der CDU bei.
Neben seiner Tätigkeit an der LMU lehrte Friedrich Lütge zwischenzeitlich auch an der Technischen Hochschule München und der Hochschule für Politik München; in diesem Rahmen entstand 1948 das Buch Einführung in die Lehre vom Gelde. Bereits in Leipzig hatte er sich mit den regionalen Eigenarten der Grundherrschaft in Bayern auseinandergesetzt, die daraus resultierende Studie publizierte er 1949 unter dem Titel Die bayerische Grundherrschaft – Untersuchungen über die Agrarverfassung Altbayerns im 16.–18. Jahrhundert. Neben agrargeschichtlichen Themen behandelte er in der Nachkriegszeit aber auch Handel und Gewerbe, besonders der Stadt Nürnberg. Auch in Fragen der Periodisierung abendländischer Geschichte meldete er sich mehrfach zu Wort, wobei seine Thesen jeweils rege Fachdiskussionen herbeiführten: Auf dem Deutschen Historikertag in München 1949 stellte er die These vor, dass die Jahre nach der Pestwelle um 1350 („Schwarzer Tod“) einen tieferen Epochenschnitt bedeuteten als die Zeit um 1500, die gemeinhin als Beginn der Neuzeit gelten. Im Jahr darauf publizierte er seine Argumentation in überarbeiteter Fassung in den Jahrbüchern für Nationalökonomie und Statistik. In einem 1958 erschienenen Aufsatz argumentierte er, dass entgegen den gängigen Lehrmeinungen die Jahrzehnte vor dem Dreißigjährigen Krieg nicht als Niedergang zu sehen seien, sondern erst der Ausbruch der Kampfhandlungen das Ende einer dynamischen wirtschaftlichen Entwicklung bedeutet habe. Lange gehörte in München auch die Wohnungswirtschaft weiter zu seinen Arbeitsthemen, so gehörte Lütge dem wissenschaftlichen Beirat des Bundesministeriums für Wohnungsbau an, publizierte 1949 eine Neufassung seiner Einführung in die Wohnungswirtschaft und verfasste noch 1957 einen Beitrag mit dem Titel Die Wohnungs- und Siedlungswirtschaft in der Konjunktur.
1960 erhielt Friedrich Lütge einen Ruf auf den Lehrstuhl für Wirtschaftsgeschichte an der Universität zu Köln, den er schlussendlich ablehnte. Im Rahmen der Bleibeverhandlungen mit der Universität München wurde er von der Verpflichtung entbunden, dort neben der Wirtschaftsgeschichte auch die Volkswirtschaftslehre zu vertreten, dafür wurde sein Lehrstuhl für Wirtschaftsgeschichte und Volkswirtschaftslehre in einen Lehrstuhl für Sozial- und Wirtschaftsgeschichte umgewandelt und das von ihm geleitete Institut auf das Gebiet Sozialgeschichte ausgedehnt. 1967 veröffentlichte Lütge als Synthese seiner bisherigen Regionalstudien zur deutschen Landwirtschaft einen Band zur Agrarverfassung vom Frühmittelalter bis zur Bauernbefreiung im 18./19. Jahrhundert, der als Band 3 der von Günther Franz herausgegebenen Deutschen Agrargeschichte erschien. Bereits 1952 hatte er in der Deutschen Sozial- und Wirtschaftsgeschichte einen vielschichtigen Überblick über sein gesamtes Fachgebiet gegeben; das Lehrbuch gilt als sein Hauptwerk und erfuhr im Rahmen von Neuauflagen 1960 und 1966 jeweils Überarbeitungen.
1967/1968 gelang es Friedrich Lütge, die Mittel für einen zweiten Lehrstuhl für Wirtschafts- und Sozialgeschichte erhalten, auf den Wolfgang Zorn berufen wurde. Am 25. August 1968 starb Lütge an einer schweren Krankheit, sein Nachfolger wurde Knut Borchardt. Lütge begründete keine eigene „Schule“ im Sinne eines Kreises von Schülern mit einem gemeinsamen Forschungsgebiet.

### Herausgeber- und Mitgliedschaften
Lütge war in der NS-Zeit Mitglied der Akademie für Deutsches Recht.
Lütge war ab 1955 ordentliches Mitglied der Bayerischen Akademie der Wissenschaften zu München und ab 1966 korrespondierendes Mitglied der Königlichen Akademie der Wissenschaften und Schönen Künste von Belgien. In der Münchner Akademie initiierte er die Gründung einer Kommission für Sozial- und Wirtschaftsgeschichte, der er im Anschluss vorstand. Am 18. Februar 1961 wurde unter seiner maßgeblichen Mitwirkung die Gesellschaft für Sozial- und Wirtschaftsgeschichte (GSWG) gegründet, um der deutschen Fachgemeinschaft eine Organisationsplattform zu schaffen und internationale Kontakte aufbauen zu können. Bis zu seinem Tod war er als Erster Vorsitzender der Gesellschaft tätig und richtete in dieser Funktion den 3. Internationalen Wirtschaftshistoriker-Kongress aus. Die GSWG vergibt seit 2005 alle zwei Jahre den nach ihm benannten Friedrich Lütge-Preis für hervorragende Dissertationen zu sozial- und wirtschaftsgeschichtlichen Themen. Außerdem war Lütge Leiter des wirtschaftshistorischen Ausschusses des Vereins für Socialpolitik.
Im Jahre 1943 begründete er die Reihe Quellen und Forschungen zur Agrargeschichte im Gustav Fischer Verlag mit Günther Franz, die er nach dem Krieg mit Franz und Wilhelm Abel herausgab. Im selben Verlag richtete er 1959 die Schriftenreihe Forschungen zur Sozial- und Wirtschaftsgeschichte ein. Ebenfalls ab 1943 war er gemeinsam mit Erich Preiser Herausgeber der Jahrbücher für Nationalökonomie und Statistik, wobei er als bisheriger Verlagsbeauftragter für die Zeitschrift gemeinsam mit seinem Kollegen auf diese Weise ihr Fortbestehen sicherte. Aus gesundheitlichen Gründen musste er nach dem Band 181 die Herausgeberschaft nach 25 Jahren abgeben. Seine Überlegungen, das Periodikum im Rahmen eines stärker interdisziplinären Ansatzes in Jahrbücher für Nationalökonomie und Wirtschaftsgeschichte umzubenennen, wurden allerdings nicht in die Praxis umgesetzt. Auch die Zeitschrift für Agrargeschichte und Agrarsoziologie gab Lütge ab 1953 gemeinsam mit Fachkollegen heraus. Von 1952 bis 1968 erschien unter seiner Mitherausgabe das Handwörterbuch der Sozialwissenschaften in zwölf Bänden.

## Schriften (Auswahl)
Ein Schriftenverzeichnis erschien in: Wilhelm Abel, Knut Borchardt, Hermann Kellenbenz, Wolfgang Zorn (Hrsg.): Wirtschaft, Geschichte und Wirtschaftsgeschichte. Festschrift zum 65. Geburtstag von Friedrich Lütge. Fischer, Stuttgart 1966, S. 431–437.
- Das Verlagshaus Gustav Fischer in Jena. Seine Geschichte und Vorgeschichte. Aus Anlaß des 50jähr. Firmenjubiläums. Jena 1928.
- Geschichte des Jenaer Buchhandels einschließlich der Buchdruckereien. Fischer, Jena 1929.
- Die mitteldeutsche Grundherrschaft. Untersuchungen über die bäuerlichen Verhältnisse (Agrarverfassung) Mitteldeutschlands im 16.–18. Jahrhundert. Fischer, Jena 1934.
  - 2. stark erweiterte Auflage: Die mitteldeutsche Grundherrschaft und ihre Auflösung (= Quellen und Forschungen zur Agrargeschichte. Band 4). Fischer, Stuttgart 1957.
- Die Agrarverfassung des frühen Mittelalters im mitteldeutschen Raum, vornehmlich in der Karolingerzeit. Gustav Fischer, Jena 1937.
  - 2. Auflage (= Quellen und Forschungen zur Agrargeschichte. Band 17). Fischer, Stuttgart 1966.
- Wohnungswirtschaft. Eine systematische Darstellung unter besonderer Berücksichtigung der deutschen Wohnungswirtschaft. Fischer, Jena 1940. Überarbeitete und ergänzte Auflage im „Piscator-Verlag“, Stuttgart 1949.
- Die landesherrlichen Urbarsbauern in Ober- und Niederbayern (= Quellen und Forschungen zur Agrargeschichte. Band 2). Fischer, Stuttgart 1943.
- Einführung in die Lehre vom Gelde. Weinmayer, München 1948 (2. Auflage ebenda 1948).
- Die bayerische Grundherrschaft. Untersuchungen über die Agrarverfassung Altbayerns im 16.–18. Jahrhundert. Piscator-Verlag, Stuttgart 1949.
- Deutsche Sozial- und Wirtschaftsgeschichte. Ein Überblick. Springer, Berlin u. a. 1952 (ebenda: 2. Auflage 1960; 3. Auflage 1966; Nachdrucke 1976 und 1979).
- Studien zur Sozial- und Wirtschaftsgeschichte. Gesammelte Abhandlungen (= Forschungen zur Sozial- und Wirtschaftsgeschichte. Band 5). Fischer, Stuttgart 1963.
- Beiträge zur Sozial- und Wirtschaftsgeschichte. Gesammelte Abhandlungen (= Forschungen zur Sozial- und Wirtschaftsgeschichte. Band 14). Aus dem Nachlass herausgegeben von Eckart Schremmer. Fischer, Stuttgart 1970.
- Deutsche Agrargeschichte. Band 3: Geschichte der deutschen Agrarverfassung vom frühen Mittelalter bis zum 19. Jahrhundert. Ulmer, Stuttgart 1963 (2. stark erweiterte Auflage 1967).